# Брандер, Сигне
Сигне Виола Брандер (фин. Signe Viola Brander; 15 апреля 1869, Паркано, Або-Бьёрнеборгская губерния — 17 мая 1942, Сипоо, Сипоо) — финский фотограф.
Фотографировала меняющийся городской пейзаж и повседневную жизнь Хельсинки и финских имений в 1910-х и 1920-х годах по инициативе Хельсинкского совета по древностям. Брандер начала свою карьеру в качестве студийного фотографа, но её специальностью была пейзажная фотография, и она называла себя «культурно-историческим фотографом». Хотя её основным объектом съёмки были дома и улицы, она также фотографировала людей, например, пешеходов и рабочих. Её активная деятельность закончилась с ухудшением здоровья в 1930-е годы.
Обширная коллекция изображений Брандер содержит исторически ценные свидетельства старого Хельсинки и финских усадеб. Многие здания больше не существуют или были переделаны. Некоторые работы Брандер были опубликованы, а отчасти переданы в собственность Городскому музею Хельсинки и Национальному музею Финляндии.

## Городские виды

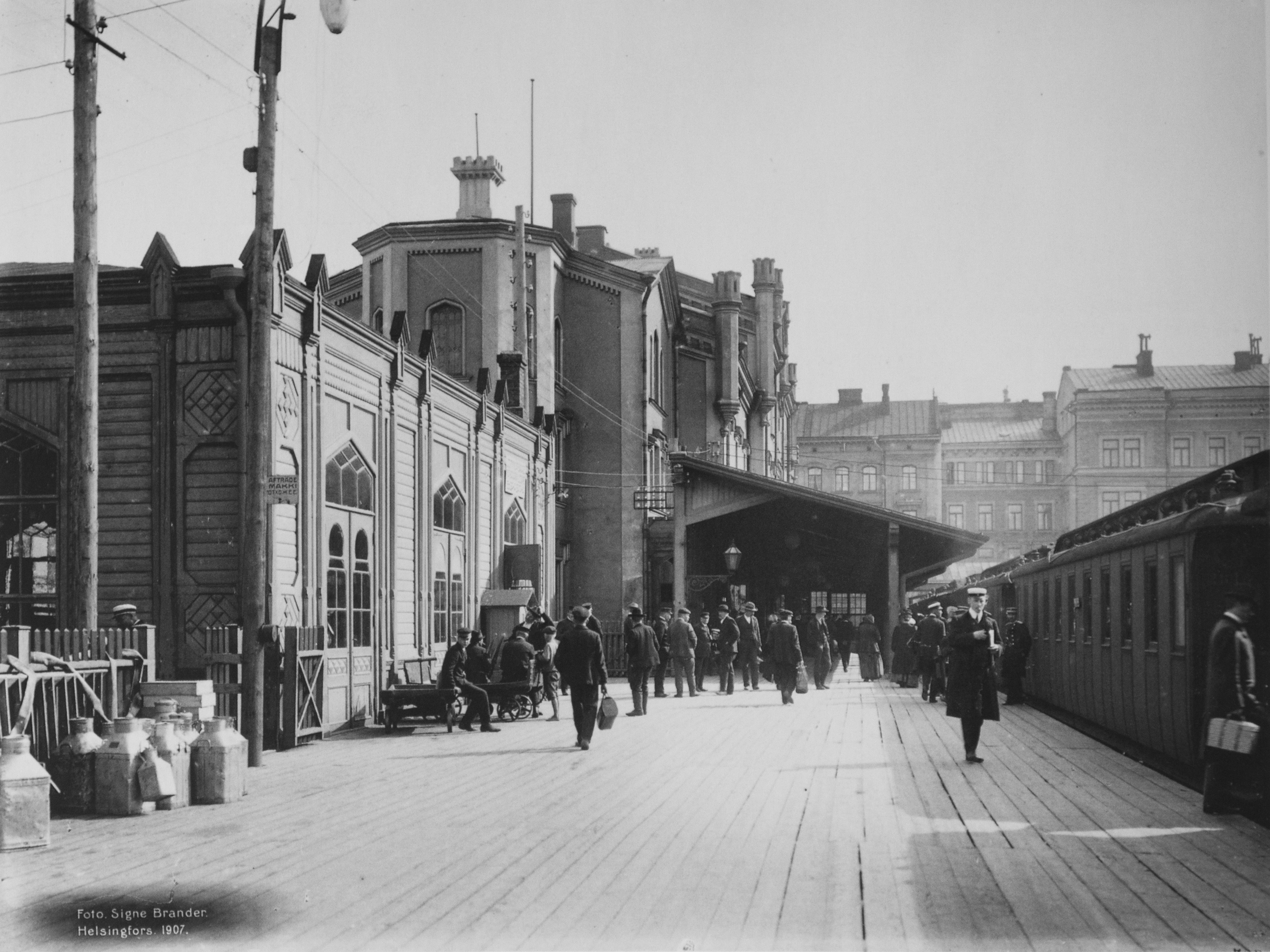
Старый вокзал Хельсинки, 1907.
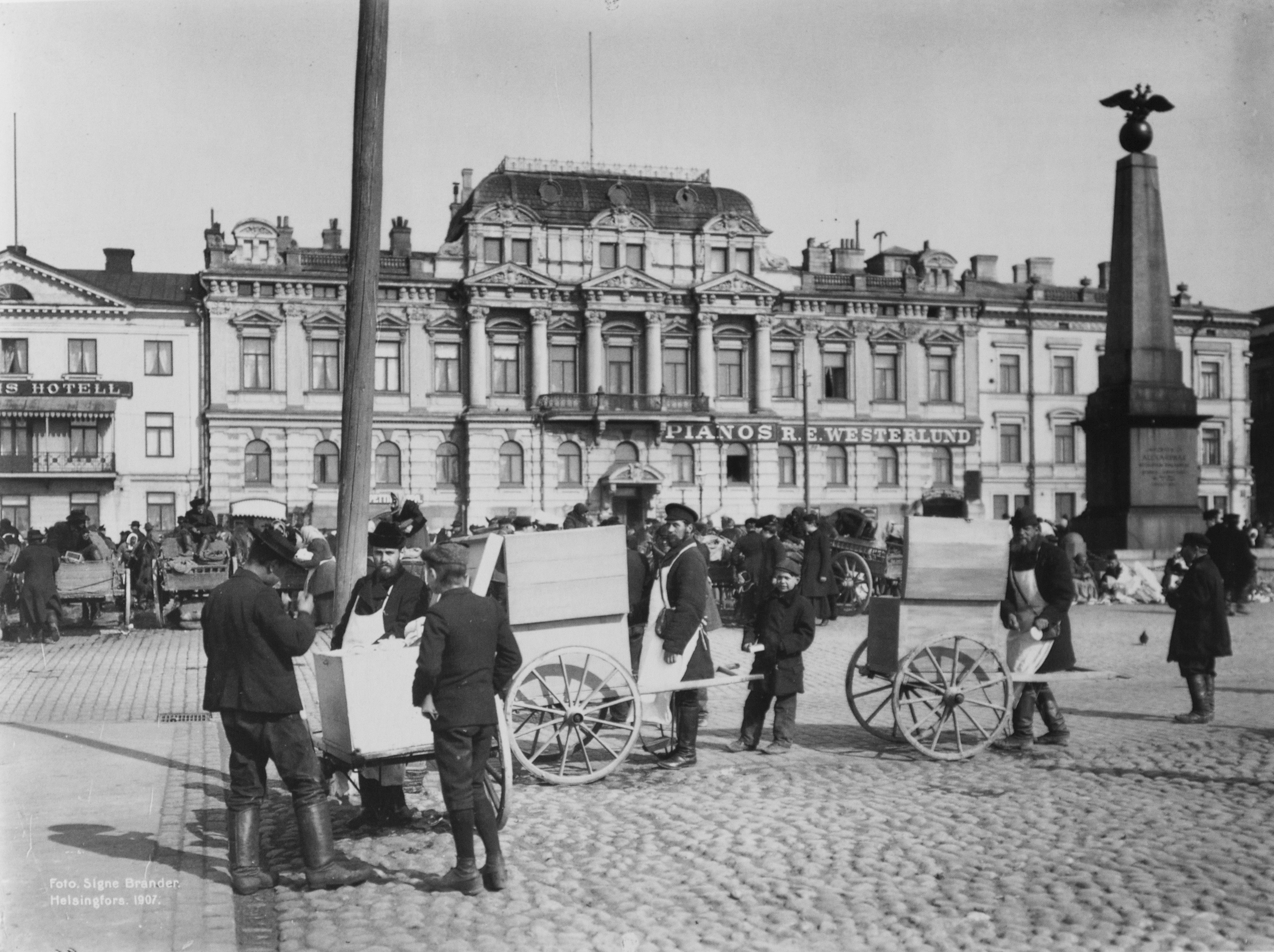
Рыночная площадь, 1907.
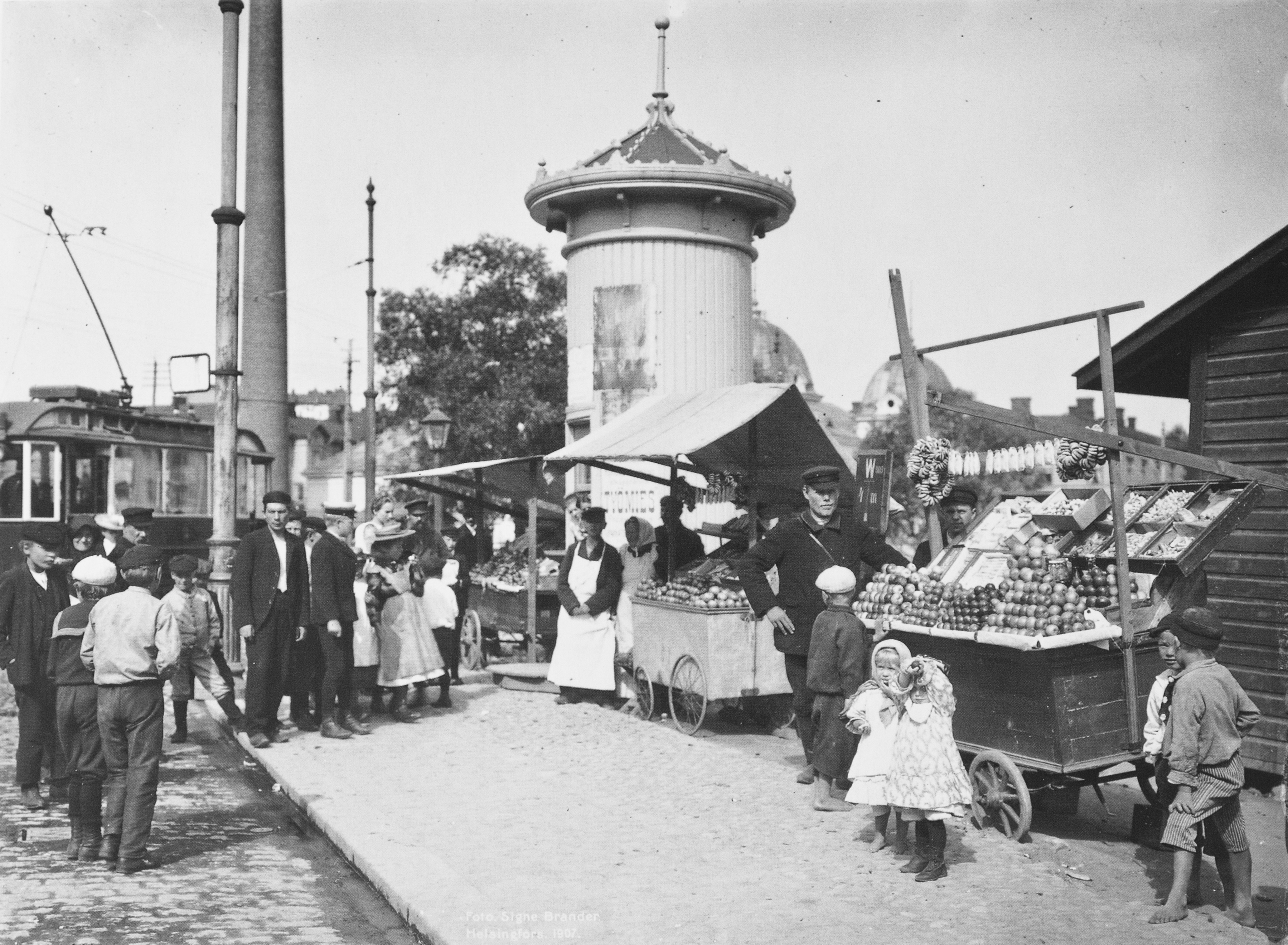
Площадь Хаканиеми, 1907.
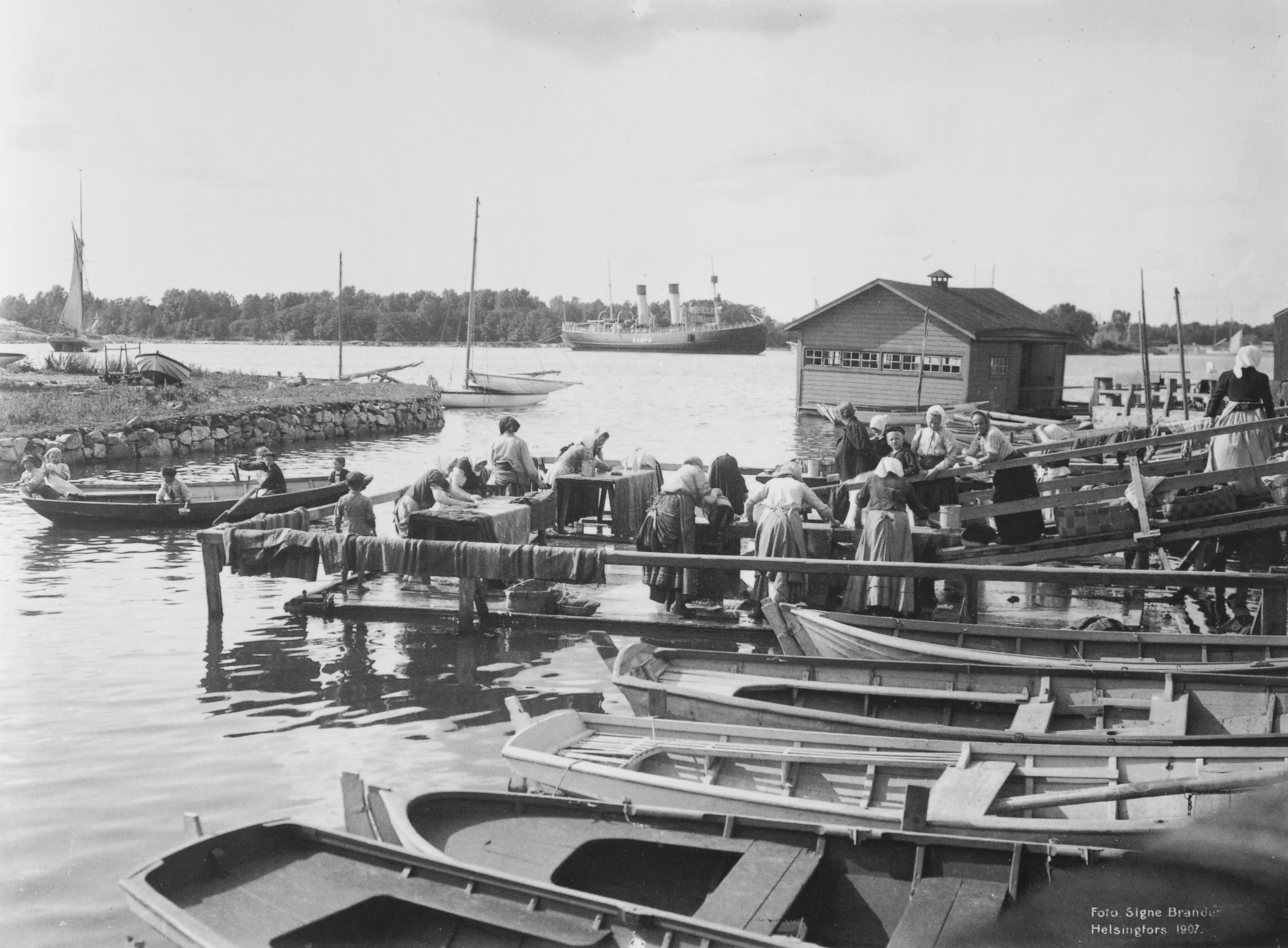
Остров Мункисаари, 1907.
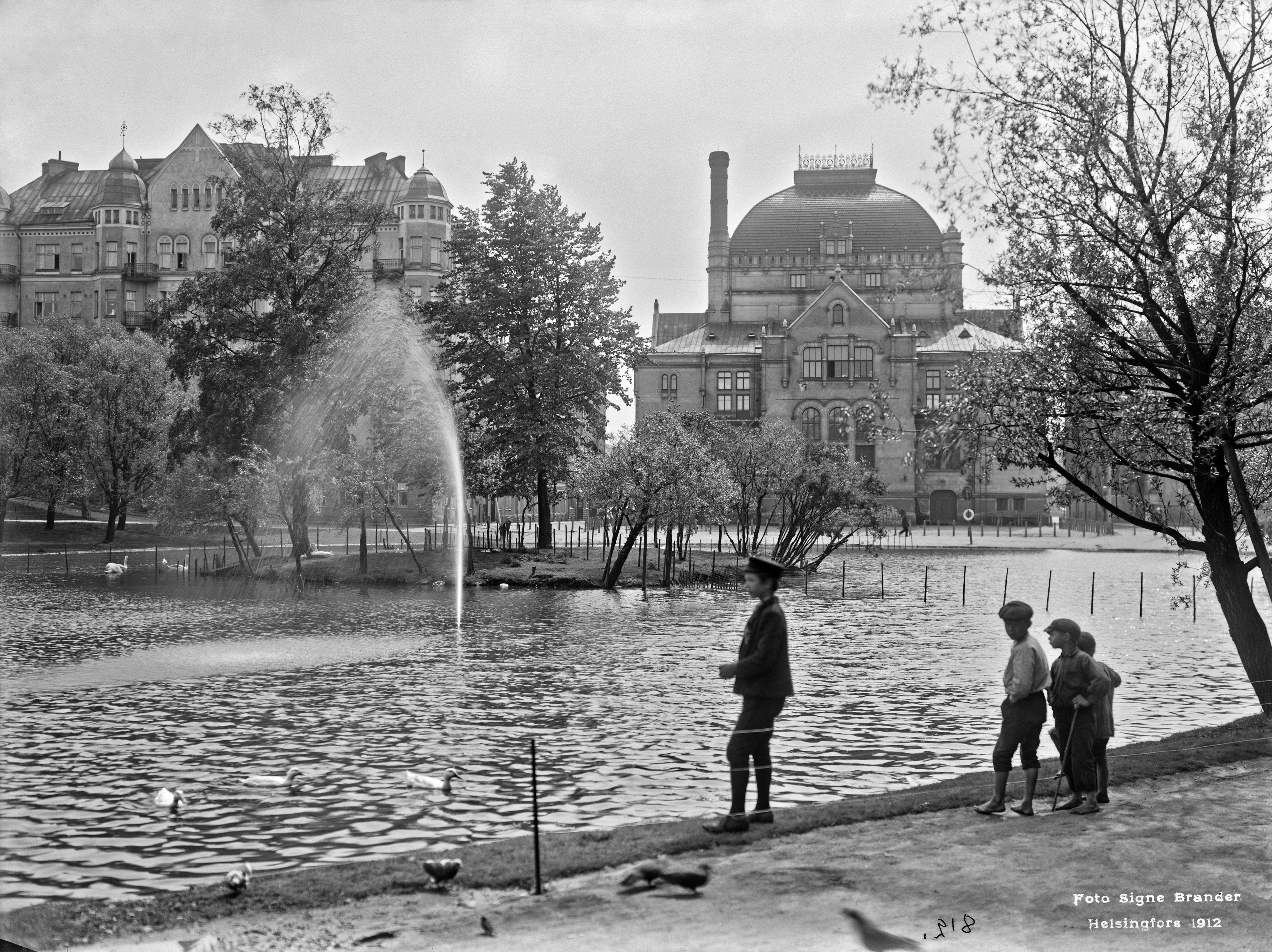
Парк Кайсаниеми, 1912.
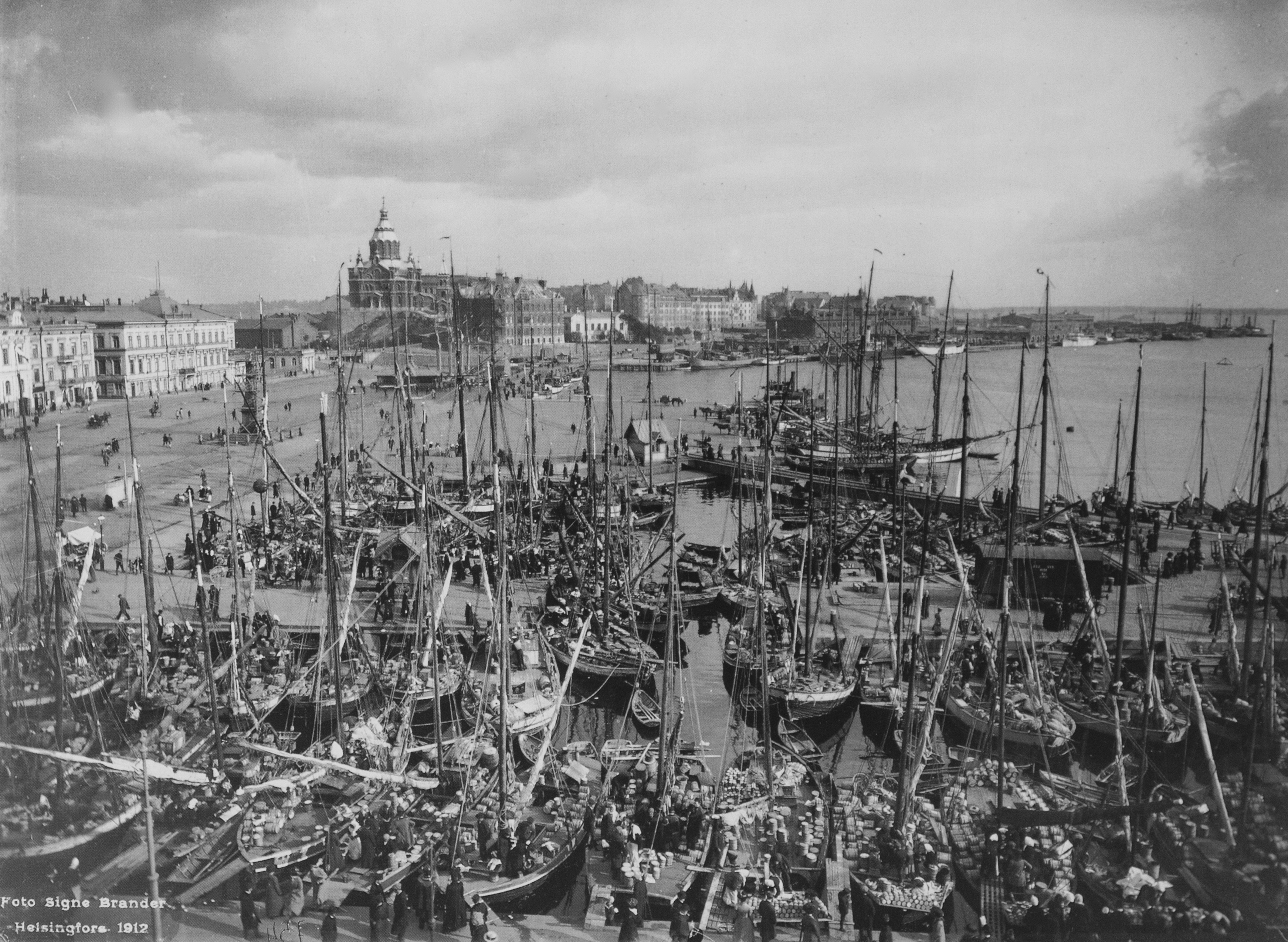
Южная гавань Хельсинки, 1912.
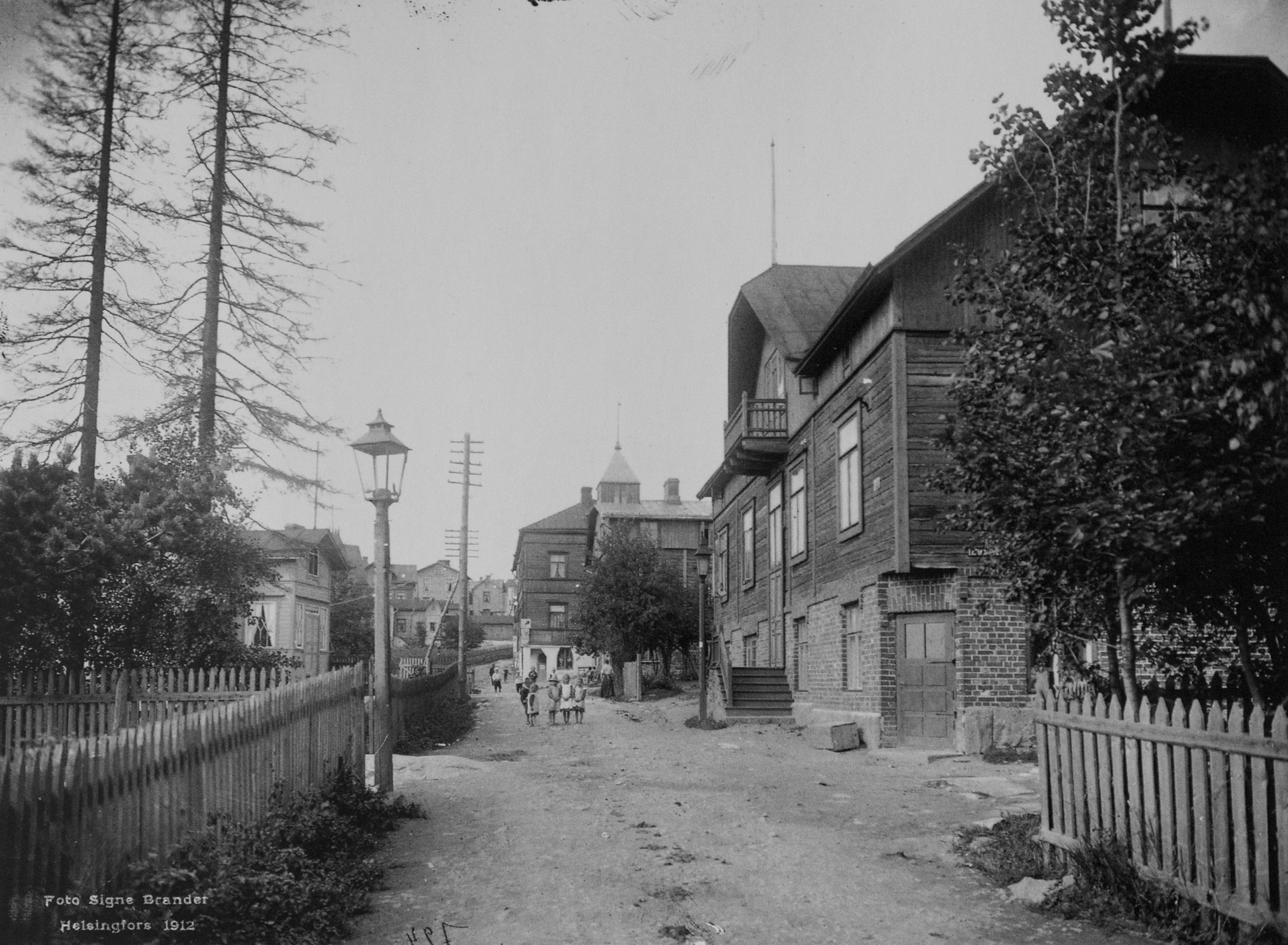
Хертаканту, 1912.
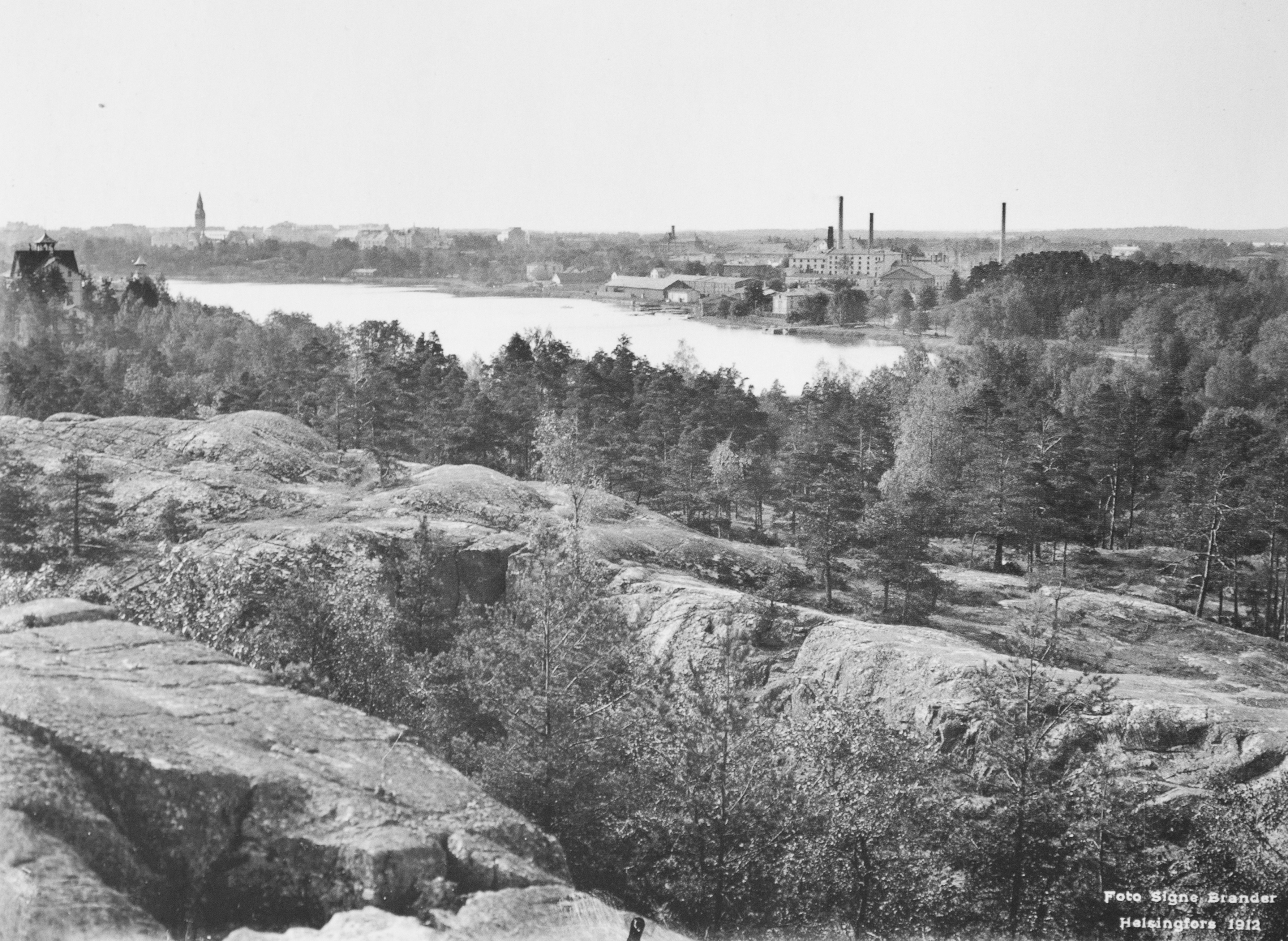
Залив Тёёлё, 1912.

## Усадьбы

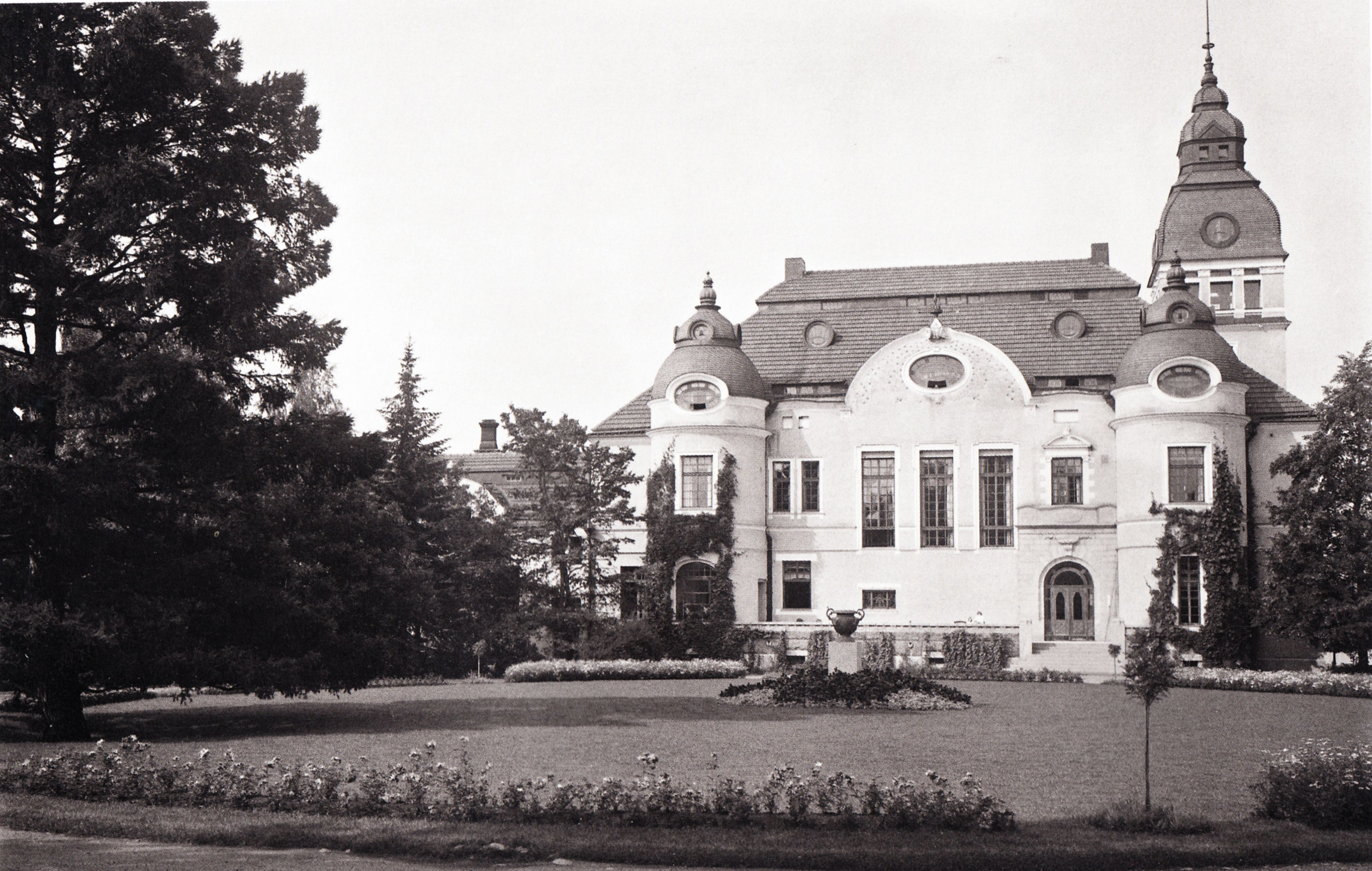
Усадьба Кирьела, 1912.
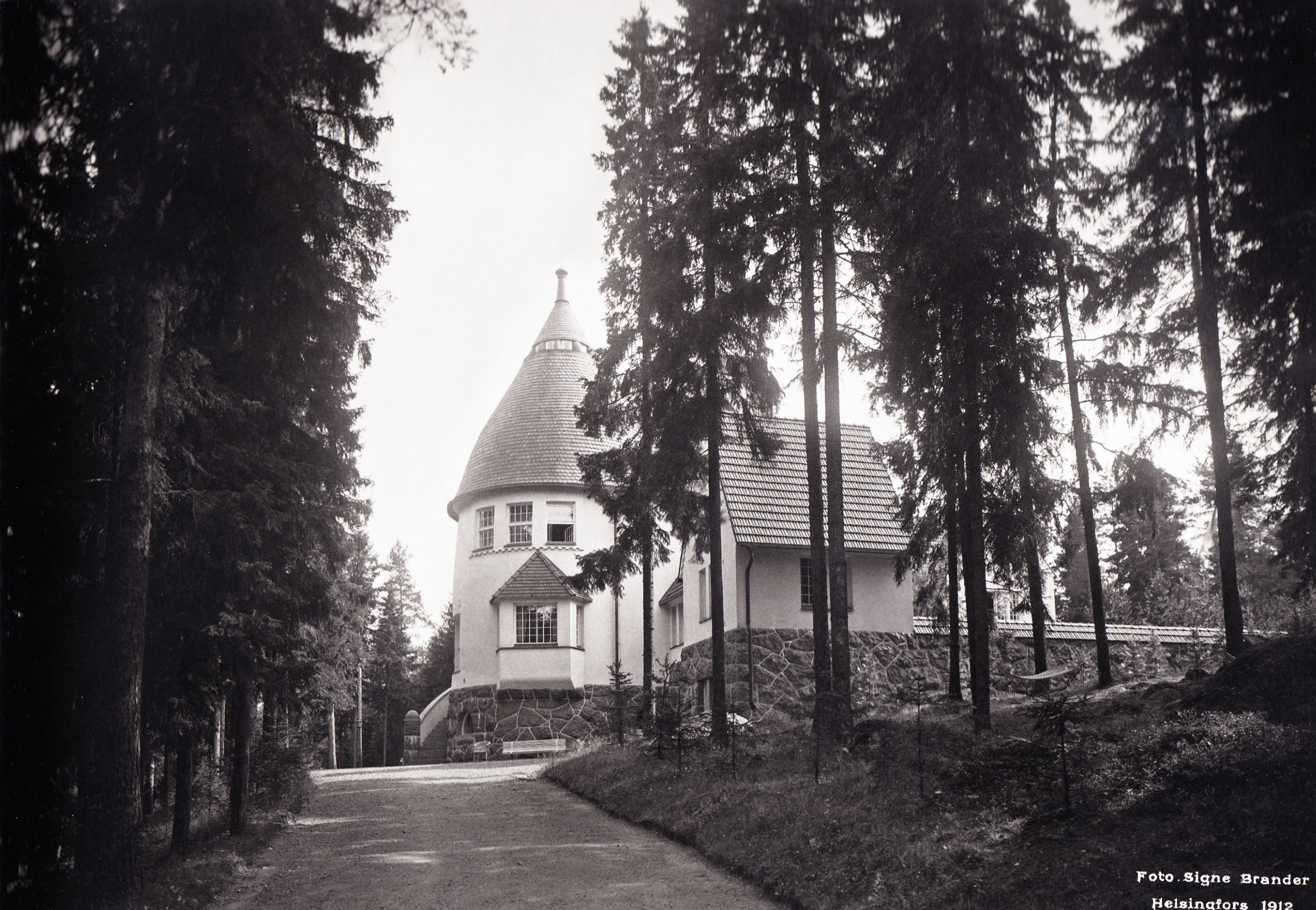
Усадьба Суур-Мерийоки, 1912.
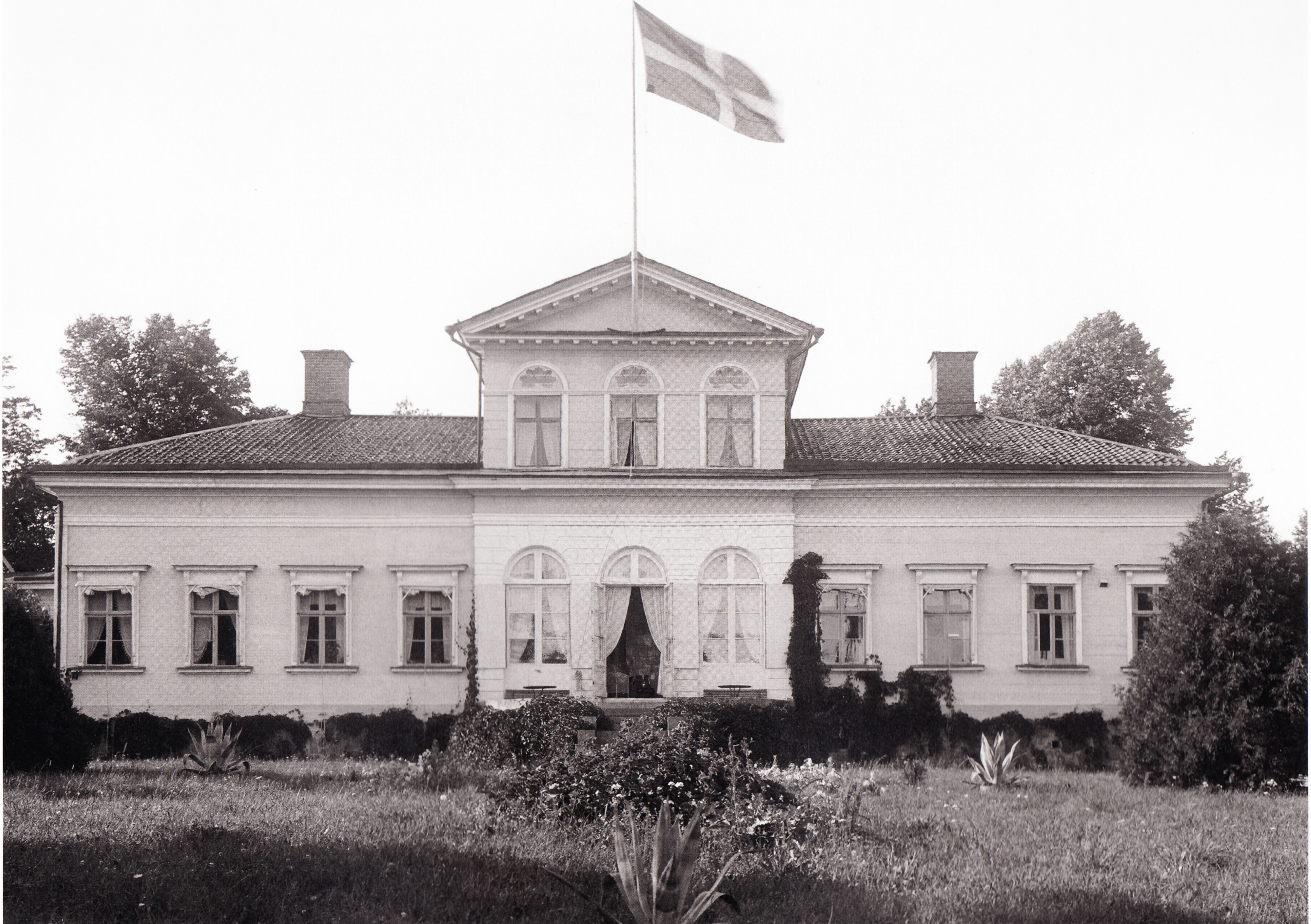
Усадьба Артукайнен, до 1917.
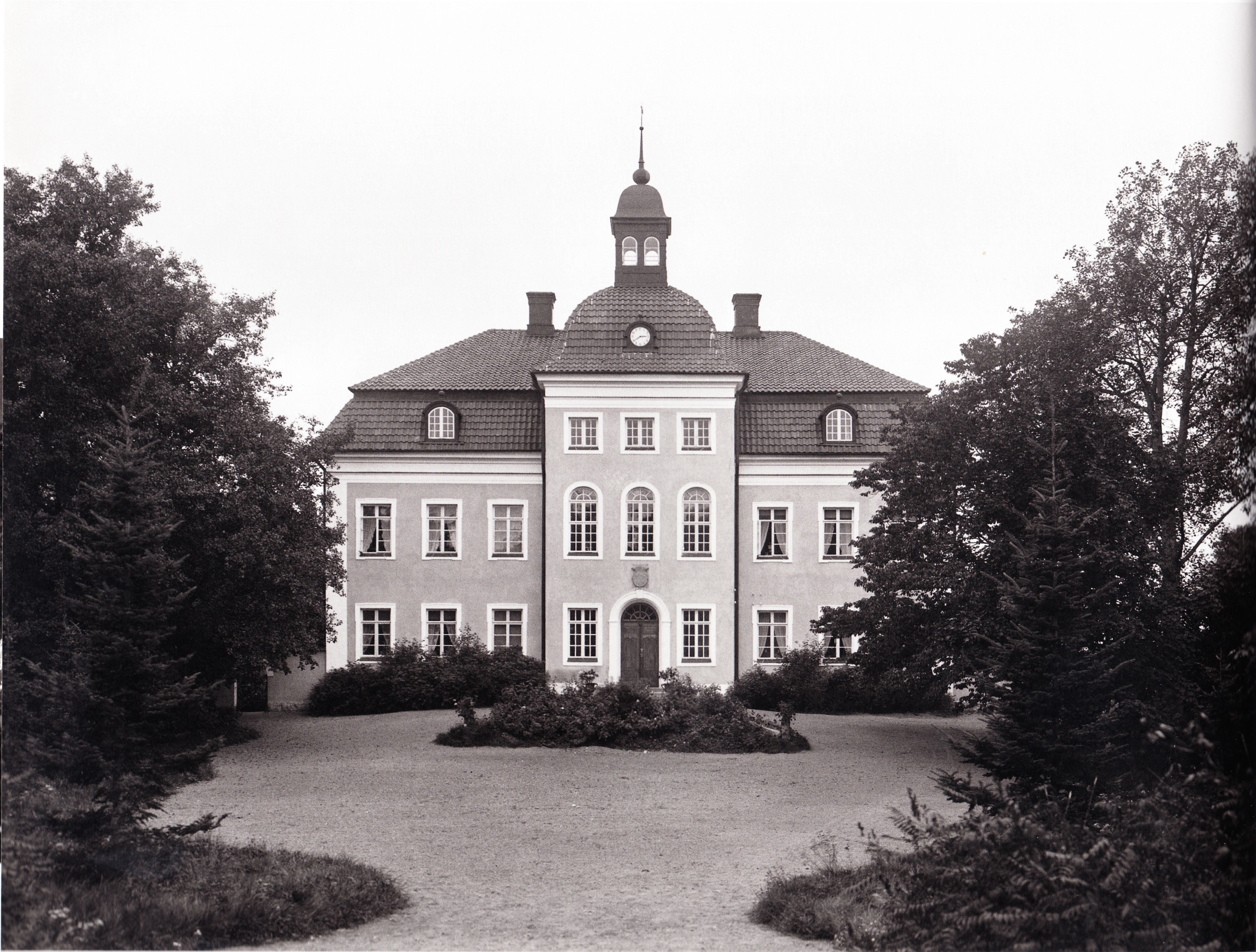
Усадьба Тенола, до 1920.
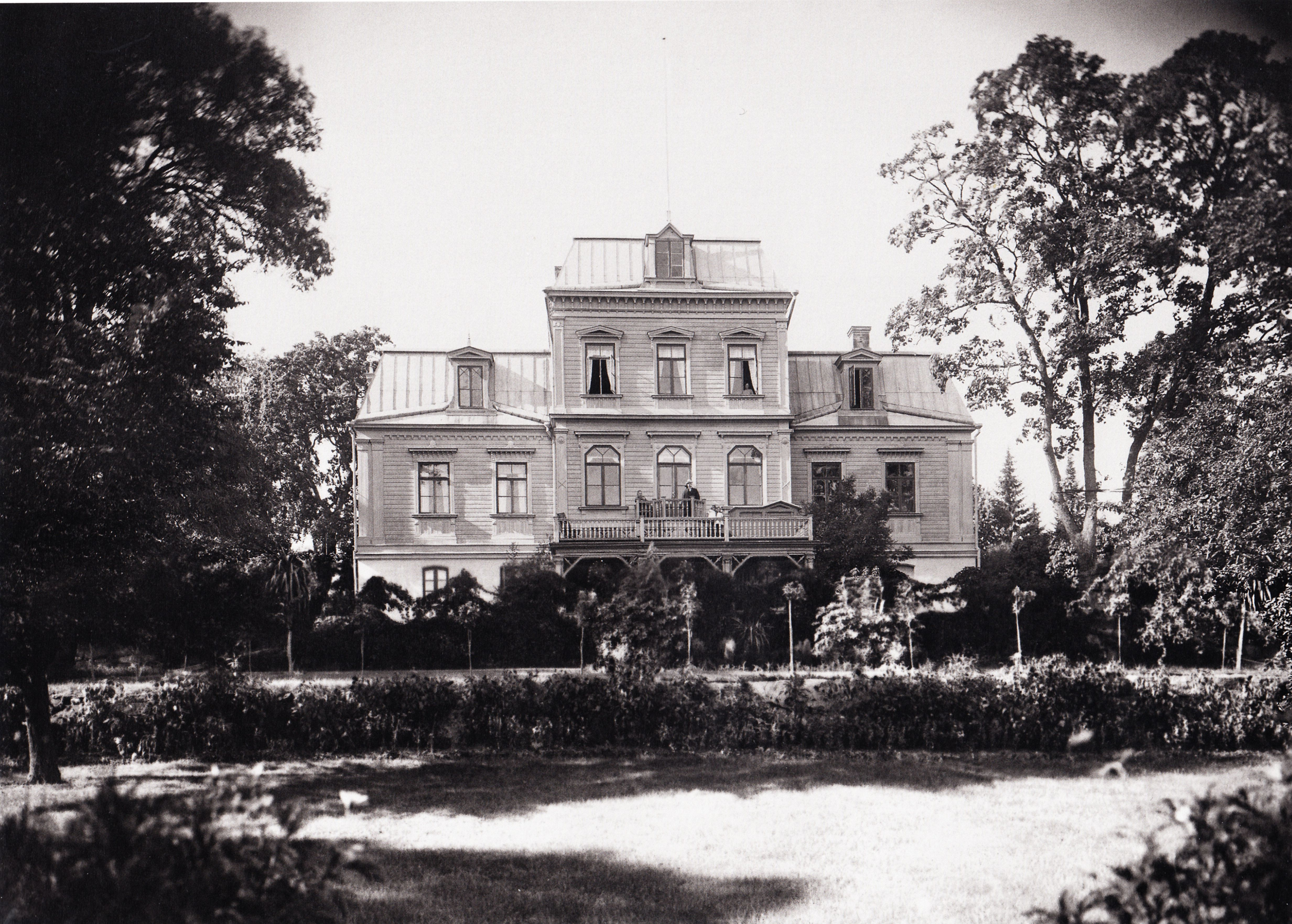
Усадьба Ёстерсундум, до 1920.